# Liudmyla Barbir
Liudmyla Grigorivna Barbir (Óblast de Chernivtsí, 30 de noviembre de 1982) es una actriz y presentadora de televisión ucraniana, reconocida por ser una de las conductoras del programa matutino Breakfast with 1 + 1, en el canal 1+1.

## Biografía
Barbir nació el 30 de noviembre de 1982 en el pueblo de Chornohuzy, en el raion de Vyzhnytsia, en el Óblast de Chernivtsí.
En 2004 se licenció en teatro y cine en la Universidad Nacional de Teatro, Cine y TV en Kiev. Trabajó en teatros como el Ramp, el Bravo y el Theater Perevtlennya, entre otros. En 2007 comenzó a aparecer en anuncios publicitarios. En total, tiene más de veinte trabajos en este género.
Entre 2011 y 2012 condujo el programa Theory of Treason con Andrey Merzlikin para el canal TET. El 19 de agosto de 2013 empezó a trabajar como conductora del programa matinal Breakfast with 1 + 1, junto con Ruslan Senichkin. Barbir ha participado en el doblaje de largometrajes y programas de televisión, como Avatar, The Wolverine y Our Matter in Warsaw.